# Rechterbach
 (février 2017).
Si vous disposez d'ouvrages ou d'articles de référence ou si vous connaissez des sites web de qualité traitant du thème abordé ici, merci de compléter l'article en donnant les références utiles à sa vérifiabilité et en les liant à la section « Notes et références ».
Le Rechterbach, appelé en français ru de Recht ou ruisseau de Recht, est un cours d'eau de Belgique, affluent en rive gauche de l'Amblève et faisant donc partie du bassin versant de la Meuse. Il coule en province de Liège dans les  Cantons de l'Est. 

## Parcours
Le ruisseau prend sa source à l'altitude de 520 m dans les bois de Wolkeshart situés à l'ouest du petit village de Rodt faisant partie de la commune de Saint-Vith. Ensuite, il s'oriente rapidement vers le nord, passe à l'ouest de Recht (étangs) puis s'engage dans une vallée boisée très profonde (hauteur de 150 m) jusqu'à son confluent avec l'Amblève à Pont à l'altitude de 330 m.
Au niveau de son confluent avec l'Amblève, les eaux pures du ru de Recht alimentent une importante pisciculture de la région (élevage de truites).